# Markt 2 (Goslar)
Koordinaten: 51° 54′ 20″ N, 10° 25′ 43,5″ O

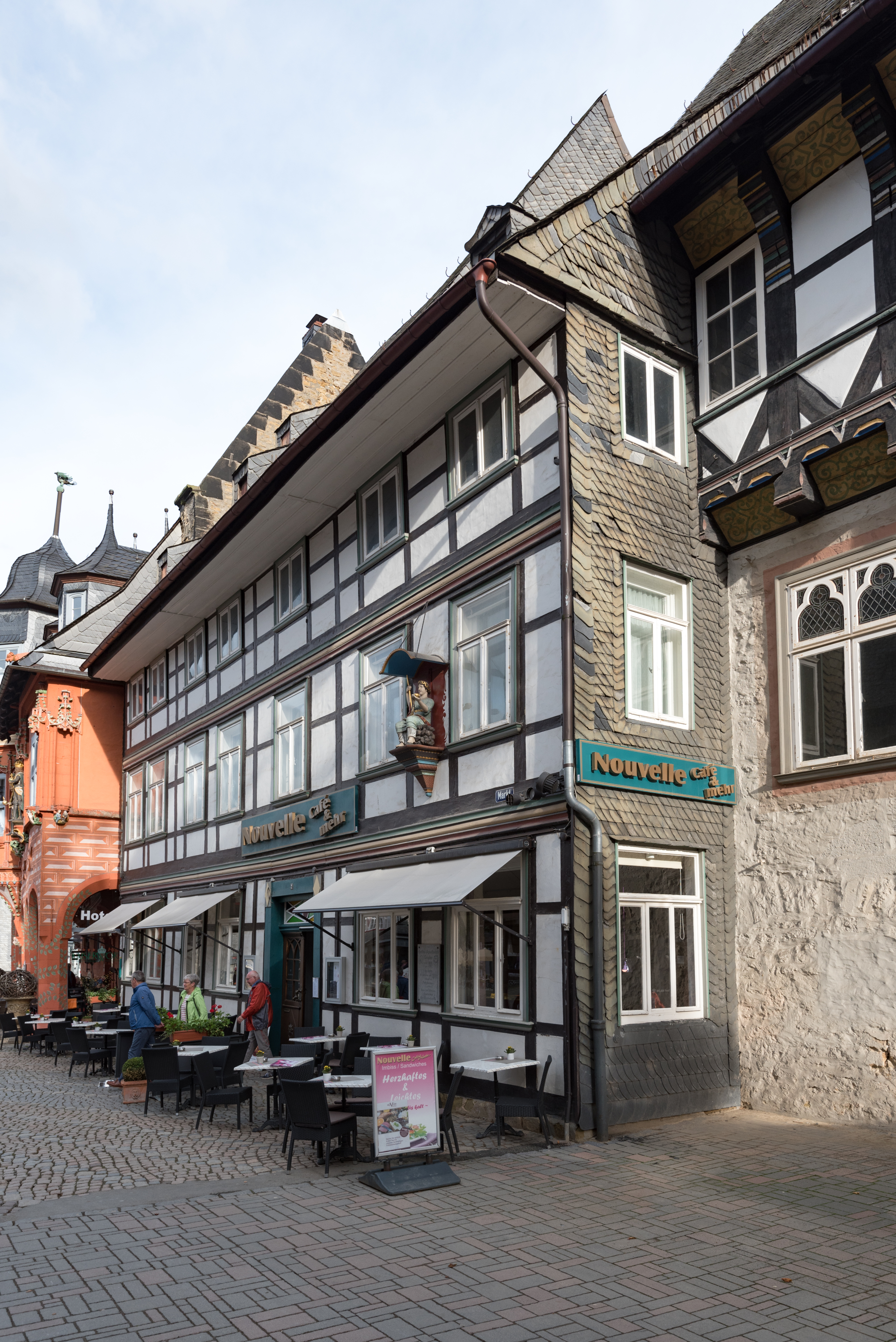
Goslar, Markt 2

Unter der Adresse Markt 2 im niedersächsischen Goslar findet sich ein Grundstück mit mehreren Gebäuden bzw. Bauteilen. Das markanteste ist das dreigeschossige Stadtbürgerhaus, gelegen in der Altstadt mit dem Gesicht zum Marktplatz. In ihm befand sich jahrelang die Goslarer Ratsapotheke. Die ehemalige Ratsapotheke sowie das Rückgebäude und die historische Mauer stehen unter Denkmalschutz.

## Gebäude
Das Gebäude ist ein ehemaliges Wohnhaus, heute Wohn- und Geschäftshaus. Am Fachwerk ist eine sitzende Figur unter einem Baldachin angebracht. Die hervortretende Schlange deutet zwar auf eine Darstellung des Asklepios hin, die Figur wird allerdings als Hygieia (Göttin der Gesundheit) gedeutet. Dies korrespondiert mit der jahrelangen Nutzung als Apotheke (Ratsapotheke). Auf dem Satteldach des Gebäudes sitzen vier Gauben. Nicht unmittelbar einzusehen bzw. nur vom Gelände Pfarramtes des Kirchengemeindeverbandes Goslar sind das Rückgebäude, ein Nebengebäude, ein Anbau und eine historische Mauer.

## Rats-Apotheke
Das Apothekenmonopol wurde der Reichsstadt Goslar 1290 zugesprochen. Die Rats-Apotheke bestand ausweislich einer Urkunde bereits 1300. Der heutige Bau wurde um 1500 bezogen. Das Apothekenmonopol der Rats-Apotheke hielt bis 1808. Als unter Napoleons Bruder Jerôme Bonaparte das Monopol aufhob und die Hirsch-Apotheke in Goslar die Pforten öffnen konnte. 2009 wurde die Rats-Apotheke geschlossen. 
Das Mobiliar und Teile der Einrichtung der Rats-Apotheke sind im Goslarer Museum untergebracht. 
Für das Jahr 1711 ist ein Angebotskatalog des Buchhändlers Johann Christoph Königs (* 1666), der über der Ratsapotheke wohnte, in der Niedersächsischen Staats- und Universitätsbibliothek mit 160 Seiten bekannt.